# Franziska Gritsch
Franziska Gritsch (ur. 15 marca 1997 w Innsbrucku) – austriacka narciarka alpejska, pięciokrotna medalistka mistrzostw świata juniorów, srebrna medalistka mistrzostw świata w Åre.

## Kariera
Jej pierwszym występem na arenie międzynarodowej były rozegrane 30 listopada 2013 roku w przełęczy Monte Croce/Comelico Superiore zawody cyklu National Junior Race, na których nie ukończyła drugiego przejazdu slalomu. W tym samym roku rozpoczęła ponadto starty w zawodach FIS, zaś w 2014 roku zaczęła się pojawiać w juniorskich i seniorskich mistrzostwach Austrii oraz w Pucharze Europy.
W 2015 roku wzięła udział w olimpijskim festiwalu młodzieży Europy w Malbun, na którym zajęła 7. miejsce zarówno w slalomie, jak i w slalomie gigancie. W 2017 roku pojawiła się na mistrzostwach świata juniorów w Åre, na których wywalczyła srebrny medal w supergigancie i brązowy w kombinacji, ponadto zajęła 14. miejsce w zjeździe oraz nie ukończyła pierwszego przejazdu slalomu i drugiego przejazdu slalomu giganta. W tym samym roku, 28 grudnia zadebiutowała również w Pucharze Świata, kiedy to na rozgrywanych w Lienzu zawodach sezonu 2017/2018 nie zakwalifikowała się do pierwszego przejazdu slalomu.
W 2018 roku wystartowała w mistrzostwach świata juniorów w Davos, które przyniosły jej srebrne medale w slalomie i supergigancie, brązowy w kombinacji oraz 10. miejsce w slalomie i 16. w zjeździe. 2018 rok to dla niej także zdobycie pierwszych punktów w Pucharze Świata – miało to miejsce 9 grudnia na zorganizowanych w Sankt Moritz zawodach sezonu 2018/2019, na których zajęła 13. miejsce w slalomie równoległym. W następnym roku wzięła udział w mistrzostwach świata w Åre, gdzie zajęła 8. miejsce w kombinacji, a także zdobyła srebrny medal w zawodach drużynowych, w których jej drużyna, współtworzona przez Katharinę Liensberger, Katharinę Truppe, Christiana Hirschbühla, Michaela Matta i Marca Schwarza rozdzieliła na podium ekipy ze Szwajcarii i Włoch.

## Osiągnięcia

### Mistrzostwa świata
| Miejsce | Dzień     | Rok  | Miejscowość       | Konkurencja       | Czas biegu | Strata | Zwyciężczyni                        |
| ------- | --------- | ---- | ----------------- | ----------------- | ---------- | ------ | ----------------------------------- |
| 8.      | 8 lutego  | 2019 | Åre               | Kombinacja        | 2:02,13    | +1,69  | Wendy Holdener                      |
| 2.      | 12 lutego | 2019 | Åre               | Zawody drużynowe  | –          | –      | Szwajcaria                          |
| 11.     | 15 lutego | 2021 | Cortina d’Ampezzo | Superkombinacja   | 2:07,22    | +5,40  | Mikaela Shiffrin                    |
| DNQ     | 16 lutego | 2021 | Cortina d’Ampezzo | Gigant równoległy | –          | –      | Marta Bassino Katharina Liensberger |
| DNF1    | 18 lutego | 2021 | Cortina d’Ampezzo | Gigant            | 2:30,66    | –      | Lara Gut-Behrami                    |
| 11.     | 20 lutego | 2021 | Cortina d’Ampezzo | Slalom            | 2:30,66    | +3,55  | Katharina Liensberger               |

### Mistrzostwa świata juniorów
| Miejsce | Dzień       | Rok  | Miejscowość | Konkurencja   | Czas biegu | Strata | Zwyciężczyni       |
| ------- | ----------- | ---- | ----------- | ------------- | ---------- | ------ | ------------------ |
| 14.     | 8 marca     | 2017 | Åre         | Zjazd         | 1:25,27    | +1,71  | Alice Merryweather |
| 2.      | 9 marca     | 2017 | Åre         | Supergigant   | 1:15,10    | +1,19  | Nadine Fest        |
| 3.      | 10 marca    | 2017 | Åre         | Kombinacja    | 2:09,05    | +0,47  | Nadine Fest        |
| DNF2    | 12 marca    | 2017 | Åre         | Slalom gigant | 1:58,38    | –      | Laura Pirovano     |
| DNF1    | 13 marca    | 2017 | Åre         | Slalom        | 1:42,81    | –      | Camille Rast       |
| 10.     | 30 stycznia | 2018 | Davos       | Slalom gigant | 1:39,66    | +2,07  | Julia Scheib       |
| 2.      | 31 stycznia | 2018 | Davos       | Slalom        | 1:46,51    | +0,72  | Meta Hrovat        |
| 2.      | 4 lutego    | 2018 | Davos       | Supergigant   | 1:12,22    | +0,05  | Kajsa Vickhoff Lie |
| 3.      | 5 lutego    | 2018 | Davos       | Kombinacja    | 2:03,41    | +1,16  | Aline Danioth      |
| 16.     | 8 lutego    | 2018 | Davos       | Zjazd         | 1:10,10    | +1,23  | Kajsa Vickhoff Lie |

### Puchar Świata

#### Miejsca w klasyfikacji generalnej
| Sezon     | Miejsce |
| --------- | ------- |
| 2017/2018 | –       |
| 2018/2019 | 73.     |
| 2019/2020 | 26.     |
| 2020/2021 | 37.     |
| 2021/2022 | 69.     |
| 2022/2023 |         |

#### Miejsca na podium w zawodach
1. Sankt Moritz – 15 grudnia 2019 (slalom równoległy) – 3. miejsce
2. Crans-Montana – 23 lutego 2020 (superkombinacja) – 2. miejsce
3. Kvitfjell – 5 marca 2023 (supergigant) – 3. miejsce